# Narciarstwo dowolne na Zimowych Igrzyskach Olimpijskich 1988
Narciarstwo dowolne na Zimowych Igrzyskach Olimpijskich 1988 odbywało się w dniach 21-25 lutego 1988 roku. Zawody te miały charakter pokazowy, rozegrano jazdę po muldach (w ośrodku Nakiska) oraz skoki akrobatyczne i balet narciarski (w ośrodku Canada Olympic Park), zarówno dla kobiet i mężczyzn.

## Terminarz
| Data           | Miejscowość         | Konkurencja                 | 1. miejsce          | 2. miejsce         | 3. miejsce       |
| -------------- | ------------------- | --------------------------- | ------------------- | ------------------ | ---------------- |
| 21 lutego 1988 | Canada Olympic Park | Skoki akrobatyczne kobiet   | Melanie Palenik     | Sonja Reichart     | Carin Hernskog   |
| 23 lutego 1988 | Canada Olympic Park | Skoki akrobatyczne mężczyzn | Jean-Marc Rozon     | Didier Méda        | Lloyd Langlois   |
| 23 lutego 1988 | Nakiska             | Jazda po muldach kobiet     | Tatjana Mittermayer | Raphaëlle Monod    | Conny Kissling   |
| 22 lutego 1988 | Nakiska             | Jazda po muldach mężczyzn   | Håkan Hansson       | Hans Engelsen Eide | Edgar Grospiron  |
| 25 lutego 1988 | Canada Olympic Park | Balet kobiet                | Christine Rossi     | Jan Bucher         | Conny Kissling   |
| 25 lutego 1988 | Canada Olympic Park | Balet mężczyzn              | Hermann Reitberger  | Lane Spina         | Rune Kristiansen |

## Wyniki

### Kobiety

#### Jazda po muldach
Wystartowało 6 zawodniczek.
| Miejsce | Zawodniczka          | Reprezentacja     | Wynik |
| ------- | -------------------- | ----------------- | ----- |
| 1.      | Tatjana Mittermayer  | RFN               | 36,16 |
| 2.      | Raphaëlle Monod      | Francja           | 34,91 |
| 3.      | Conny Kissling       | Szwajcaria        | 34,07 |
| 4.      | Stine Lise Hattestad | Norwegia          | 33,40 |
| 5.      | Leelee Morrisson     | Kanada            | 31,84 |
| 6.      | Melanie Palenik      | Stany Zjednoczone | 28,64 |

#### Skoki akrobatyczne
Wystartowało 9 zawodniczek.
| Miejsce | Zawodniczka          | Reprezentacja     | Wynik  |
| ------- | -------------------- | ----------------- | ------ |
| 1.      | Melanie Palenik      | Stany Zjednoczone | 268,83 |
| 2.      | Sonja Reichart       | RFN               | 267,03 |
| 3.      | Carin Hernskog       | Szwecja           | 245,98 |
| 4.      | Anna Fraser          | Kanada            | 242,58 |
| 5.      | Hiroko Fujii         | Japonia           | 227,34 |
| 6.      | Conny Kissling       | Szwajcaria        | 207,11 |
| 7.      | Maria Quintana       | Stany Zjednoczone | 203,88 |
| 8.      | Catherine Lombard    | Francja           | 190,95 |
| 9.      | Wasilisa Siemienczuk | ZSRR              | 167,99 |

#### Balet
Wystartowało 6 zawodniczek.
| Miejsce | Zawodniczka     | Reprezentacja     | Wynik |
| ------- | --------------- | ----------------- | ----- |
| 1.      | Christine Rossi | Francja           | 45,80 |
| 2.      | Jan Bucher      | Stany Zjednoczone | 44,00 |
| 3.      | Conny Kissling  | Szwajcaria        | 43,20 |
| 4.      | Lucie Barma     | Kanada            | 40,80 |
| 5.      | Martien Nouwen  | Holandia          | 36,40 |
| 6.      | Melanie Palenik | Stany Zjednoczone | 34,10 |

### Mężczyźni

#### Jazda po muldach
Wystartowało 13. zawodników.
| Miejsce | Zawodnik           | Reprezentacja     | Wynik |
| ------- | ------------------ | ----------------- | ----- |
| 1.      | Håkan Hansson      | Szwecja           | 39,56 |
| 2.      | Hans Engelsen Eide | Norwegia          | 39,37 |
| 3.      | Edgar Grospiron    | Francja           | 37,71 |
| 4.      | Pat Henry          | Stany Zjednoczone | 35,59 |
| 5.      | Steve Desovich     | Stany Zjednoczone | 35,15 |
| 6.      | Lars Fahlén        | Szwecja           | 34,64 |
| 7.      | Petsch Moser       | Szwajcaria        | 33,03 |
| 8.      | Éric Laboureix     | Francja           | 32,64 |
| 9.      | Peter Rotthier     | Belgia            | 28,62 |
| 10.     | Nelson Carmichael  | Stany Zjednoczone | 27,94 |
| 11.     | Éric Berthon       | Francja           | 24,89 |
| 12.     | Ivan Mahlknecht    | Włochy            | 20,91 |
| 13.     | Martti Kellokumpu  | Finlandia         | 19,71 |

#### Skoki akrobatyczne
Wystartowało 14. zawodników.
| Miejsce | Zawodnik             | Reprezentacja     | Wynik  |
| ------- | -------------------- | ----------------- | ------ |
| 1.      | Jean-Marc Rozon      | Kanada            | 410,93 |
| 2.      | Didier Méda          | Francja           | 380,77 |
| 3.      | Lloyd Langlois       | Kanada            | 377,97 |
| 4.      | Kris Feddersen       | Stany Zjednoczone | 376,24 |
| 5.      | Jean-Marc Bacquin    | Francja           | 348,76 |
| 6.      | Andreas Schönbächler | Szwajcaria        | 340,95 |
| 7.      | Tor Skeie            | Norwegia          | 336,04 |
| 8.      | Thomas Überall       | Austria           | 332,87 |
| 9.      | Éric Laboureix       | Francja           | 327,58 |
| 10.     | Marcus Lovett        | Australia         | 321,32 |
| 11.     | Thomas Wacht         | RFN               | 290,79 |
| 12.     | Tetsunori Kudo       | Japonia           | 273,56 |
| 13.     | Andriej Lisicki      | ZSRR              | 232,00 |
| 14.     | Chris Haslock        | Stany Zjednoczone | 181,56 |

#### Balet
Wystartowało 12. zawodników.
| Miejsce | Zawodnik           | Reprezentacja     | Wynik |
| ------- | ------------------ | ----------------- | ----- |
| 1.      | Hermann Reitberger | RFN               | 46,60 |
| 2.      | Lane Spina         | Stany Zjednoczone | 45,60 |
| 3.      | Rune Kristiansen   | Norwegia          | 44,00 |
| 4.      | Richard Peirce     | Kanada            | 43,40 |
| 5.      | Georg Fürmeier     | RFN               | 43,10 |
| 6.      | Bruce Bolesky      | Stany Zjednoczone | 42,60 |
| 7.      | Éric Laboureix     | Francja           | 42,30 |
| 8.      | Roberto Franco     | Włochy            | 41,40 |
| 9.      | Robin Wallace      | Wielka Brytania   | ?     |
| 10.     | Heini Baumgartner  | Szwajcaria        | ?     |
| 11.     | Martí Rafel        | Hiszpania         | ?     |
| 12.     | Dave Walker        | Kanada            | ?     |

## Tabela medalowa
| Miejsce | Państwo           |   |   |   | Razem |
| ------- | ----------------- | - | - | - | ----- |
| 1.      | RFN               | 2 | 1 | 0 | 3     |
| 2.      | Francja           | 1 | 2 | 1 | 4     |
| 3.      | Stany Zjednoczone | 1 | 2 | 0 | 3     |
| 4.      | Kanada            | 1 | 0 | 1 | 2     |
| 4.      | Szwecja           | 1 | 0 | 1 | 2     |
| 6.      | Norwegia          | 0 | 1 | 1 | 2     |
| 7.      | Szwajcaria        | 0 | 0 | 2 | 2     |